# Bleșca, Vaslui
Bleșca este un sat în comuna Ivănești din județul Vaslui, Moldova, România.

## Istoric
Satul Bleșca – circa 457 locuitori, este un sat format până la urmă din două sate: satul vechi Bleșca, un sat răzășesc, întemeiat cam în același timp cu satul Valea Oanei, adică din timpul domniei lui Ștefan cel Mare, sau mai bine zis după anul 1475.

Printre locuitorii de seamă ce s-au așezat pe această vale a fost un oarecare Vasile Calincescu în casa căruia venea deseori tributarul turc „Blașca” pentru a strânge tributul. Locuitorii din preajma veneau la Blașca pentru a-și achita datoriile. Mari nenorociri – comentează anchetatul – se abăteau asupra celor care nu aveau cu ce plăti tributul bătăi, schingiuiri, punere la jug și altele.
Cealaltă parte a satului este „Tulbura”, cel mai tânăr sat al comunei. Așezat pe versantul estic al colinei ‚Cotolani”, satul ființează din anul 1927, an în care s-a stabilit primul locuitor Ghe. Costraș, urmat de C. Pușcaș.
Fiind un sat nou, are și un aspect de localitate modernizată cu străzi paralele, loturi de case egale și case cu mai multe camere.
Satul se întinde de-a lungul șoselei naționale 2F, fapt pentru care locuitori din satele vecine, Ursoaia, Bleșca, Buscata, precum și specialiști veniți din afara comunei( învățători, profesori, ingineri) au ales să-și construiască locuințe în această zonă. Acum satul se întânde până la punctul numit „Moara Sima” și este alcătuit dintr-un număr de 85 de case. Șesul dinspre Ursoaia și Buscata era permanent acoperit de apele tulburi ale pâraielor Ursoaia și Bleșca, ceea ce a făcut ca locul să se numească „Tulburea” și satul să preia acest nume.

## Climat
Climatul este temperat continental. În general în anotimpul cald temperaturile trec de 40°C, fiind veri foarte călduroase și destul de secetoase și în timpul iernii temperaturile pot coborî pana la -25°C.

## Localități înconjurătoare
- Ursoaia
- Iezerel
- Armășoaia
- Valea Albinei

## Personalități
Ioan Frigura (profesor și scriitor)  
 Acest articol despre o localitate din județul Vaslui este deocamdată un ciot. Puteți ajuta Wikipedia prin completarea lui.